# Tatacoa-woestijn

Het rode gedeelte van de Tatacoa-woestijn

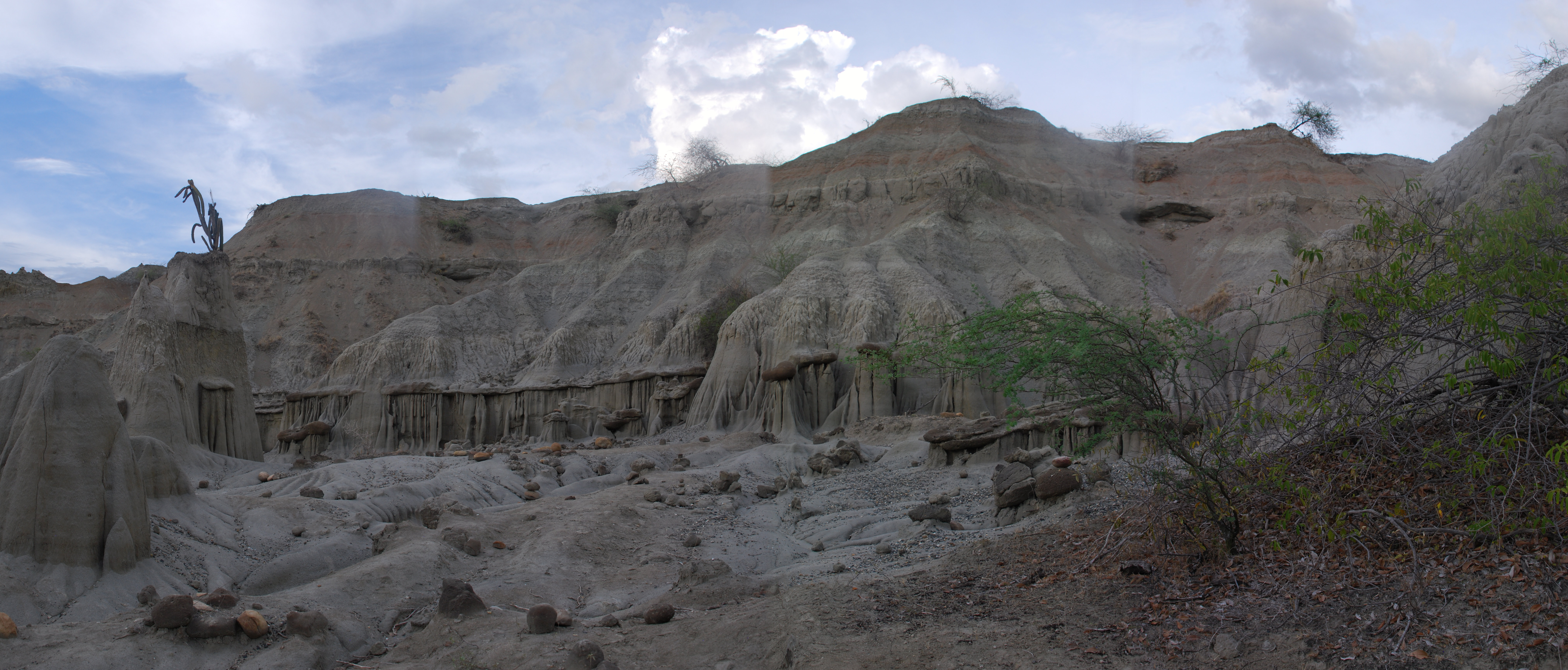
Het grijze gedeelte van de Tatacoa-woestijn

De Tatacoa-woestijn (Spaans: Desierto de la Tatacoa) is een 330 km² grote woestijn in Colombia. Zij is gelegen in het noordelijke deel van de provincie Huila in de vallei van de Río Magdalena, ongeveer 40 km ten noorden van de provinciehoofdstad Neiva en slechts ongeveer 3° ten noorden van de evenaar.
De gemiddelde temperatuur ligt rond de 28 °C. Tijdens de middag kan de temperatuur oplopen tot boven de 40 graden.
De Tatacoa-woestijn dankt haar oorsprong aan de uitzonderlijke geografische ligging tussen twee bergketens de "centrale" en de "oostelijke" in een droge bekken aan de voet van de oostelijke bergketen. Dit is in de dubbele regenschaduw en blijft meestal droog in het regenseizoen. Als gevolg van de hoge gemiddelde temperatuur is regenval van 1000mm per jaar niet voldoende om de verdamping te compenseren.
De naam Tatacoa is inheems en ontleend aan een uitgestorven reptiel, vergelijkbaar met een slang, die leefde in het gebied toen de Spanjaarden de plaats ontdekten.